# Eva Eikhout
Eva Eikhout (Nijmegen, 9 maart 1996) is een Nederlands programmamaker, presentator en moderator.
Eikhout is geboren met het femur fibula ulna-syndroom, een zeer zeldzaam syndroom waardoor er groeiafwijkingen zijn in de botten femur (het dijbeen), fibula (kuitbeen) en ulna (ellepijp). Eikhout heeft korte armen zonder handen en korte benen zonder knieën, maar wel voeten. In het geval van Eikhout werd al voor haar geboorte ontdekt dat ze korte armen en benen had. Ze is 1,14 meter lang.
Als kind woonde Eikhout in Groesbeek. Ze ging in Nijmegen naar de middelbare school, een hoger algemeen voortgezet onderwijs (havo).
Na haar studie Communication and Multimedia Design bij HAN University of Applied Sciences solliciteerde ze in 2018 bij BNNVARA Academy en werd aangenomen. Ze moest daartoe vele video's inzenden als auditie. Ze kreeg in die periode te maken met allerlei regelgeving en onverwachte bijzaken. In interviews zei ze hierover: "Iedereen heeft het over inclusie, maar mijn grote kans werd me bijna onmogelijk gemaakt door regeltjes" en "Mensen en organisaties roepen altijd dat ze inclusief willen zijn, maar niemand faciliteert het". Ze noemde in 2024 zelf (bureaucratische) hindernissen bij bijvoorbeeld gebouwaanpassingen aan het entree en de toiletten en uitbreiding van het aantal uren begeleiding door zorgverleners. De hindernissen kwam ze bijvoorbeeld tegen bij het Uitvoeringsinstituut Werknemersverzekeringen (UWV) en rondom de administratie rond een persoonsgebonden budget (PGB).
Ze was onder meer voorzitter van de KinderAdviesraad van het Amalia Kinderziekenhuis.
In 2023 maakte ze reclame voor VGZ in het kader van zorgvernieuwing. Ze is ambassadeur voor het Liliane Fonds.
Ze werkte bij YUNG DWDD van De Wereld Draait Door vanaf 2019. In 2021 won ze de Vrouw in de Media Award, in de categorie 'You Go Girl'.
In 2024 kwam haar boek Dit is geen boek van een meisje zonder armen en benen uit bij Lebowski Publishers. Ze verklaarde de titel door de opmerking dat ze immers wel armen en benen heeft; ze zijn alleen korter.

## Publicatie
| Jaar | Titel                                                 | Uitgever | ISBN          |
| ---- | ----------------------------------------------------- | -------- | ------------- |
| 2024 | Dit is geen boek van een meisje zonder armen en benen | Lebowski | 9789048866588 |

- Nederlandse Thesaurus van Auteursnamen: 442835825
- Virtual International Authority File: 60171591389503231293